# Langues sabahanes
Les langues sabahanes sont un sous-groupe de langues de la branche malayo-polynésienne des langues austronésiennes. Elles font partie des langues de Bornéo.
Elles sont parlées sur l'île de Bornéo, en Indonésie et en Malaisie.

## Particularités du groupe

Les langues philippines-bornéo, entourées en rouge

Les langues sabahanes sont souvent présentées comme étant apparentées aux langues philippines et formant un groupe philippines-bornéo. L'un des arguments est le passage du proto-austronésien *R à *g.
Cette parenté est rejetée par Blust sur la base de plusieurs arguments. Le passage de *R à *g, commun aux langues philippines, ne s'est pas produit dans toutes les langues sabahanes. De même les traits morphosyntaxiques de ces langues ne les relient pas particulièrement au groupe philippin, puisqu'ils se trouvent aussi dans d'autres langues austronésiennes, telles que les langues formosanes, le malgache ou le chamorro.
Pour Blust, les langues sabahanes ont plus en commun avec les langues sarawak du Nord. Il les regroupe dans un ensemble, les langues bornéo du Nord. Plusieurs groupes de langues parlées sur l'île en sont exclus, les langues dayak des terres, les langues kayaniques et les divers groupes barito.

## Liste des langues
Les langues sabahanes se répartissent ainsi:
- bonggi
- langues dusuniques
- langues murutiques
- langues païtaniques
- ida’an
- tidong (en)

## Sources
- (en) Adelaar, Alexander, The Austronesian Languages of Asia and Madagascar: A Historical Perspective, The Austronesian Languages of Asia and Madagascar, pp. 1-42, Routledge Language Family Series, Londres, Routledge, 2005,  (ISBN 0-7007-1286-0)